# 眾意西路站
众意西路站是郑州地铁5号线的地铁车站，位于中华人民共和国河南省郑州市郑东新区（行政区划属金水区）商务外环路与众意西路交叉口，于2019年5月20日随郑州地铁5号线开通运营而启用。

## 车站结构
众意西路站的主体结构位于商务外环路地下，呈东北-西南向布置，为地下二层车站。其中B1層為站廳層，B2層為站台層。
| 1F  | 地面     | 所有出入口                                       | 所有出入口                                       | 所有出入口                                       |
| B1F | 站厅     | 客服中心、自动售票机、行李检查、闸机、车站控制室 | 客服中心、自动售票机、行李检查、闸机、车站控制室 | 客服中心、自动售票机、行李检查、闸机、车站控制室 |
| B2F | █ 5号线  | 外环方向（姚砦）                                 | 外环方向（姚砦）                                 | 外环方向（姚砦）                                 |
| B2F | 岛式站台 | 卫生间                                           | 至站厅                                           |                                                  |
| B2F | █ 5号线  | 内环方向（中央商务区）                           | 内环方向（中央商务区）                           | 内环方向（中央商务区）                           |

### 站厅
众意西路站的站厅位于B1层，设有客服中心、自动售票机、行李检查等设施。站厅由闸机和栏杆分隔为付费区和非付费区，付费区内设有自动扶梯、步梯和无障碍电梯连接站台层。车站控制室设于站厅西南端。

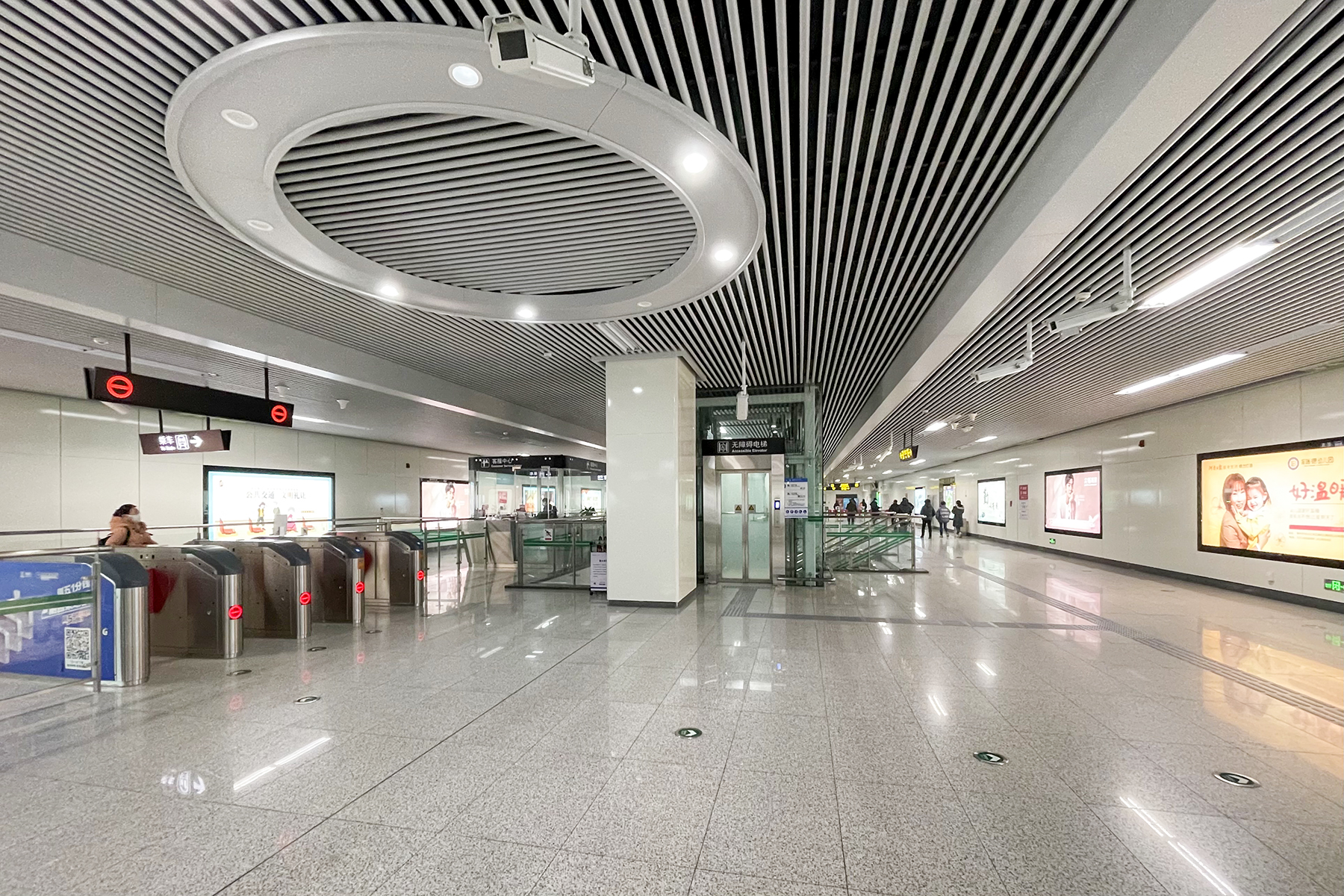
站厅
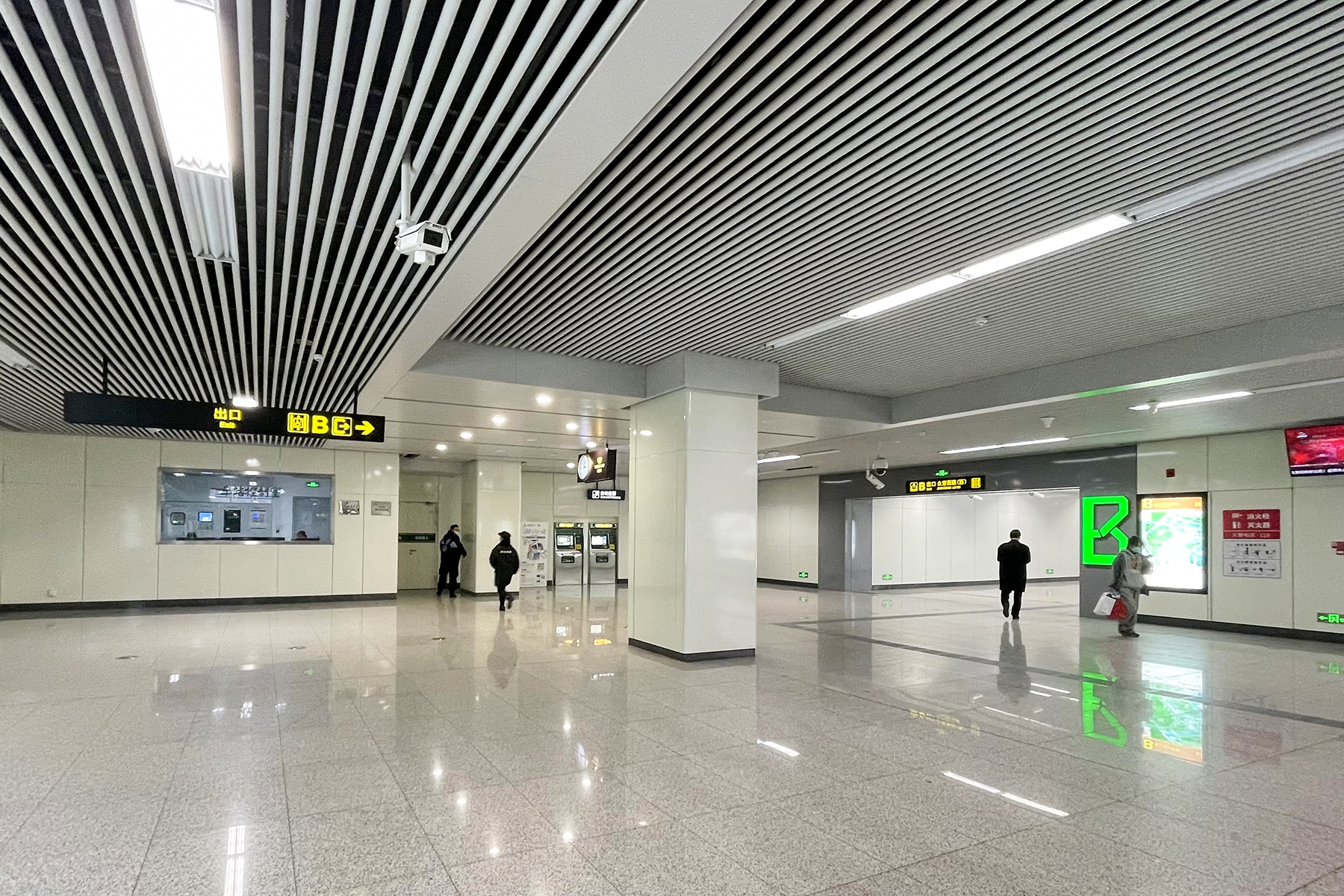
站厅西南端
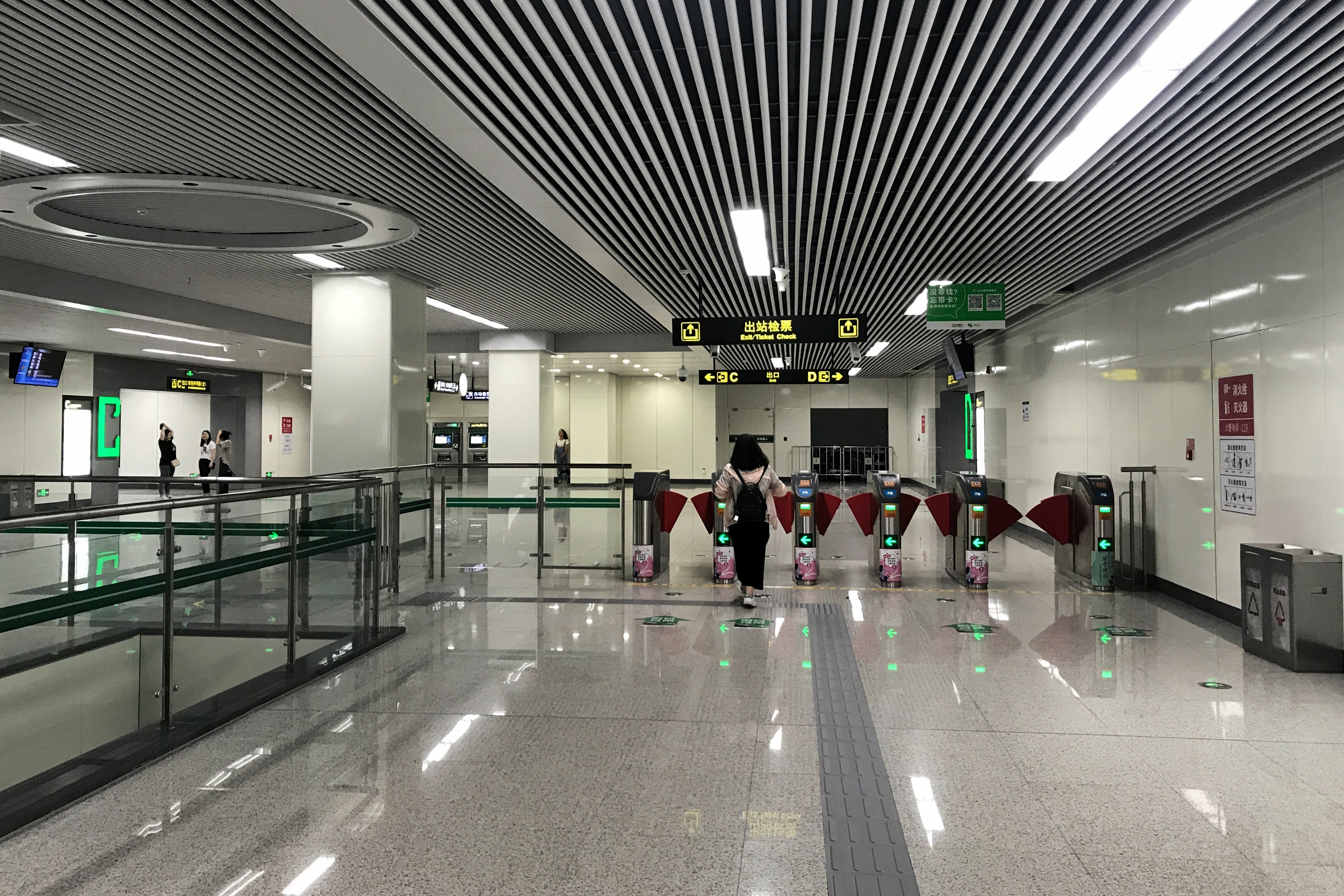
站厅东北端

### 站台
众意西路站设一座岛式站台，位于B2层，安装有高站台门。站台呈东北-西南向，西北侧站台面由5号线外环方向的列车使用，东南侧站台面由5号线内环方向的列车使用。在站台的西南端设有卫生间和母婴室。

### 出入口
众意西路站设有B、C、D三个出入口，B口位于众意西路西侧郑州之林，C口位于众意西路东侧，D口在地面分为D1口和D2口，均位于商务外环路内侧。B口设有无障碍电梯。
该站各出入口的信息如下表所示。
| 众意西路黄河东路 | 众意西路黄河东路 | 众意西路黄河东路 | 众意西路黄河东路     | 众意西路黄河东路 |
| 编号             | 路线             | 路线             | 路线                 | 备注             |
| ---------------- | ---------------- | ---------------- | -------------------- | ---------------- |
| 186              | 国基路公交站     | ⇆                | 熊儿河路众旺路       |                  |
| G188             | 中州大道农业路   | ⇆                | 经开第九大街经南九路 |                  |
| 206              | 会展中心         | ⇆                | 火车站南港湾         |                  |
| S207             | 河南大学         | ⇆                | 会展中心             |                  |
| Y23              | 化工路西三环     | ⇆                | 商务内环路九如路     | 夜间服务         |

| 商务外环路众意路 | 商务外环路众意路 | 商务外环路众意路 | 商务外环路众意路     | 商务外环路众意路 |
| 编号             | 路线             | 路线             | 路线                 | 备注             |
| ---------------- | ---------------- | ---------------- | -------------------- | ---------------- |
| 186              | 国基路公交站     | ⇆                | 熊儿河路众旺路       |                  |
| G188             | 中州大道农业路   | ⇆                | 经开第九大街经南九路 |                  |
| 206              | 会展中心         | ⇆                | 火车站南港湾         |                  |
| S129             | 农业路中州大道   | ⇆                | 通泰路陇海路         |                  |
| S216             | 郑汴路中州大道   | ⇆                | 商务外环路众意路     |                  |
| S603             | 会展中心外环     | ⇆                | 金融岛琨迪公寓       |                  |
| Y23              | 化工路西三环     | ⇆                | 商务内环路九如路     | 夜间服务         |
| CBD外环便民车    | 会展中心地铁A口  | ↻                | 会展中心地铁A口      |                  |

## 周边主要地点
- 郑州之林
- 中油花园酒店
- 广发金融大厦
- 绿地世纪峰会
- 绿地峰会天下
- 丹尼斯5天地与6天地

## 历史
众意西路站于2015年5月23日开始站点施工。
2019年5月20日，该站随5号线开通运营而启用。